# Hünxe
Hünxe település Németországban, azon belül Észak-Rajna-Vesztfália tartományban. Lakosainak száma 13 980 fő (2023. december 31.). Hünxe Hamminkeln és Schermbeck községekkel határos.

## Népesség
A település népességének változása:
| Lakosok száma | 11 936 | 13 590 | 13 567 | 13 611 | 13 787 | 13 980 |
|               | 1975   | 2017   | 2019   | 2021   | 2022   | 2023   |